# Song Kang
Dans ce nom coréen, le nom de famille, Song, précède le nom personnel.
Pour les articles homonymes, voir Song.
Song Kang (hangeul : 송강 ; hanja : 宋江 ; RR : Song Gang ; MR : Song Kang) est un acteur et mannequin sud-coréen, né le 23 avril 1994 à Suwon. Il se fait connaître grâce à ses rôles principaux dans les séries Netflix Love Alarm (aux côtés de Kim So-hyun et Jung Ga-ram), Sweet Home, Nevertheless et  My Demon .

## Carrière

### 2017-2018: débuts
Song Kang fait ses débuts d'acteur en tant que second rôle dans la série télévisée romantique The Liar and His Lover (2017). La même année, il est choisi pour intégrer la distribution de la série familiale Man Who Sets the Table. Il apparaît également dans deux clips, dont Sweet Summer Night du duo acoustique The Ade et Love Story de Suran. Le 8 juillet 2017, son agence Namoo Actors organise un fanmeeting - Introduction to Rookies pour Song Kang, aux côtés des acteurs débutants Oh Seung-hoon et Lee Yoo-jin.
De février à octobre 2018, il est présentateur de l'émission musicale Inkigayo avec Mingyu de Seventeen et Jung Chae-yeon de DIA. Il participe également à l'émission de téléréalité Village Survival, the Eight, pour lequel il est nommé pour le « Rookie Award » (prix pour les débutants) à la cérémonie des SBS Entertainment Awards en décembre suivant. En entre-temps, en juillet, il fait ses débuts au cinéma dans le film fantastique Beautiful Vampire.

### Depuis 2019: augmentation de sa popularité et divers rôles principaux

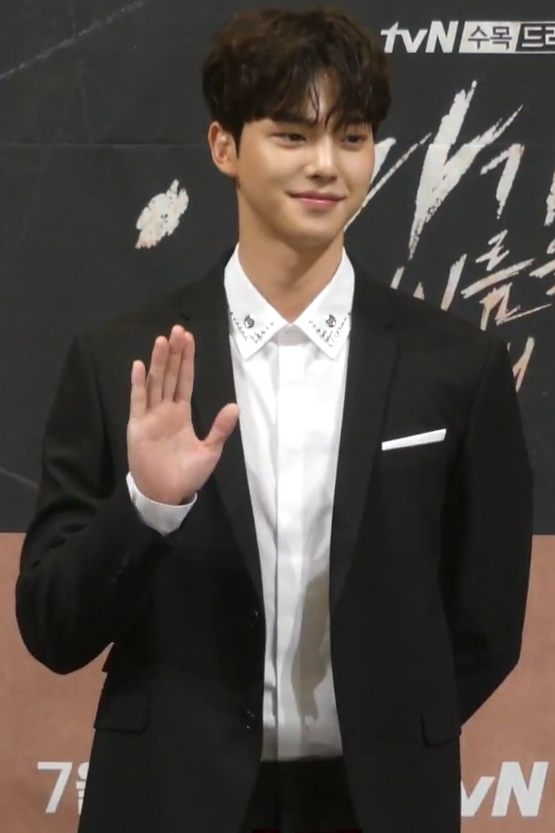
Song Kang à la conférence de presse de la série When the Devil Calls Your Name en juillet 2019.

En 2019, Song Kang joue le second rôle en tant que l'assistant de Jung Kyung-ho dans le drama fantastique When the Devil Calls Your Name sur la chaîne tvN. Il obtient ensuite son premier rôle principal dans la série romantique originale Love Alarm, basée sur le populaire webtoon du même titre, pour Netflix. Pour ce rôle, il est choisi après des auditions où plus de 900 personnes se sont présentées. Love Alarm est classée parmi les meilleures séries de l'année sur Netflix, et est renouvelée pour une deuxième saison. Il reprendra ce rôle pour la deuxième saison, diffusée le 12 mars 2021 sur Netflix.
En 2020, il gagne en cote de popularité à l'international grâce à son rôle principal dans la série d'horreur apocalyptique intitulée Sweet Home (Netflix), basée sur le webtoon éponyme. Il intègre la distribution de cette série grâce à la recommandation du réalisateur de Love Alarm. Il y interprète Cha Hyun-su, un lycéen suicidaire, qui, avec les résidents de l'immeuble, essaie de survivre à une apocalypse transformant les humains en monstres. Les critiques du drama sont mitigées,, malgré le fait que la série ait attiré un large public international. Un mois après sa sortie, le magazine américain Variety révèle que la série a été visionnée par 22 millions de foyers membres de Netflix. Lors de la 57e cérémonie des Baeksang Arts Awards, il est nommé dans la catégorie du meilleur nouvel acteur à la télévision.
En 2021, il interprète l'un des rôles principaux dans la série Navillera, adaptée du webtoon éponyme, pour TVN, puis sur Netflix. Il y joue un étudiant en ballet qui se débat en raison de problèmes non résolus concernant son père et essaie de subvenir à ses besoins en travaillant à temps partiel. Il prend des cours de ballet pendant six mois afin de dépeindre de manière réaliste son personnage. Cependant, la série n'obtient pas une bonne audience.

## Filmographie

### Longs métrages
- 2018 : Beautiful Vampire (뷰티풀 뱀파이어) de Jeong Eun-gyeong : Lee So-nyeon
- 2024 : Escape (탈주) de Lee Jong-pil : Seon Woo-min (caméo)

### Séries télévisées
- 2017 : The Liar and His Lover (그녀는 거짓말을 너무 사랑해) : Baek Jin-woo
- 2017–2018 : Man Who Sets the Table (밥상 차리는 남자) : Kim Woo-joo
- 2019 : Touch Your Heart (진심이 닿다) : un livreur (épisode 13)
- 2019 : When the Devil Calls Your Name (악마가 너의 이름을 부를 때) : Luka Aleksević
- 2019 : Love Alarm (좋아하면 울리는) : Hwang Sun-oh
- 2020–2024 : Sweet Home (스위트홈) : Cha Hyeon-soo
- 2021 : Love Alarm 2 (좋아하면 울리는) : Hwang Sun-oh
- 2021 : Navillera (나빌레라) : Lee Chae-rok
- 2021 : Nevertheless (알고있지만) : Park Jae-eon
- 2022 : Forecasting Love and Weather (기상청 사람들: 사내연애 잔혹사 편) : Lee Shi-woo
- 2023 : Mon démon (en) (마이데몬) : Jeong Gu-won

### Émissions
- 2018 : Inkigayo (épisodes 945–979)[23]
- 2018 : Salty Tour (épisodes 28–30)
- 2018 : Happy Together (épisodes 556–557)
- 2018–2019 : Village Survival (épisodes 1–12)
- 2024: I-land 2

## Distinctions
| Cérémonie                    | Année             | Catégorie                                      | Travail nommé                         | Résultats  | Réf.   |
| ---------------------------- | ----------------- | ---------------------------------------------- | ------------------------------------- | ---------- | ------ |
| Baeksang Arts Awards         | 57e cérémonie     | Meilleur nouvel acteur à la télévision         | Sweet Home                            | Nomination | [ 24 ] |
| Brand Customer Loyalty Award | Cérémonie de 2021 | Acteur masculin - étoile montante              | Song Kang                             | Lauréat    | [ 25 ] |
| SBS Entertainment Awards     | Cérémonie de 2018 | Prix pour un acteur masculin débutant (rookie) | Village Survival, the Eight, Inkigayo | Nomination | [ 9 ]  |